# Michael Clayton (football américain)
(en) Statistiques sur pro-football-reference
(en) Statistiques sur statscrew
Michael Rashard Clayton (né le 13 octobre 1982 à Bâton-Rouge) est un américain, joueur professionnel de football américain.

## Enfance
Clayton étudie à la Christian Life Academy. Il est sélectionné pour jouer le premier U.S. Army All-American Bowl (en) avec ses futurs coéquipiers à l'université comme Ben Wilkerson (en), Andrew Whitworth et Marcus Spears (en).
Il y joue également au basketball et en 2008, il devient le premier joueur à être intronisé au Christian Life Academy Hall of Fame.

## Carrière

### Université
Il intègre l'université d'État de Louisiane où il joue pour l'équipe de football américain des Tigers de LSU avec qui il remporte le titre national (BCS National Championship Game) en 2003.
Pendant ses années universitaires, il totalise 182 réceptions pour un gain global de 2 582 yards. Il inscrit vingt-et-un touchdowns ce qui lui permet de battre le record de l'université du nombre de TDs inscrits sur une saison (ce record sera battu le 4 novembre 2006 par Dwayne Bowe à l'occasion du match contre Tennessee).
Il est également classé : 
- second de l'université au nombre de  réceptions réussies (182), à une réception du record (183) détenu par Wendell Davis (en)[3]
- quatrième au nombre de yards gagnés en réception avec 2 582 yards[3]
- septième au nombre de matchs avec un gain en réception d'au moins 100 yards[4]

Il est le seul joueur de l'histoire de LSU à avoir gagné plus de 700 yards en réception lors de trois saisons consécutives.
Clayton est membre de la fraternité Alpha Phi Alpha après y avoir été initié dans le chapitre Nu Psi Chapter au printemps 2003

### Professionnel
Michael Clayton est sélectionné en 15e choix global lors du premier tour de la draft 2004 de la NFL par la franchise professionnelle des Buccaneers de Tampa Bay.
Sa première saison comme débutant (rookie) est prometteuse puisqu'en fin de saison il est classé meilleur débutant de la NFL et des Buccaneers au nombre de réceptions (80) et de yards gagnés (1 193 yards) et également meilleur de son équipe avec 7 touchdowns inscrits en réception.
Lors de la pré-saison 2005, il se blesse au genou et subit une opération chirurgicale qui l'éloigne des terrains pendant une partie de la saison régulière. Celle-ci est assez décevante (32 réceptions pour 372 yards et aucun touchdown en 14 matchs)et il ne joue pas le dernier match de la saison régulière à cause d'une entorse articulaire métatarso-phalangienne au niveau du gros orteil. Il manque ainsi également le match de phase finale contre les Redskins de Washington.
Le début de saison 2006 prouve que Clayton a retrouvé le niveau qu'il avait en 2004. Le 10 septembre, il réussit trois réceptions pour un gain cumulé de trente-quatre yards lors de la défaite 27 à 0 contre les Ravens de Baltimore. Le 15 octobre 2006 contre les Bengals de Cincinnati, il réussit six réceptions pour un gain de cinquante-cinq yards,  inscrivant un touchdown après la réception d'une passe de Bruce Gradkowski, ce qui permet à Tampa Bay de remporter son premier match de la saison. La malchance semble néanmoins le poursuivre puisqu'il se blesse après la douzième journée. Tampa Bay le place sur la liste des blessés ce qui met un terme à sa saison.
Sa saison 2007 est mitigée et il ne revient à  son meilleur niveau que vers la fin de celle-ci. En 14 matchs, il réussit 22 réceptions dont 16 au cours des 4 derniers matchs et 10 au cours des deux derniers. Il gagne également 301 yards sur la saison dont 192 yards lors des quatre derniers matchs.
Le 6 janvier 2008, il participe à son premier match de phase finale (3 réceptions pour un gain cumulé de 39 yards) contre les Giants de New York, futures vainqueurs du Super Bowl XLII.
Au terme de la saison 2008, il devient agent libre avant de signer un nouveau contrat de cinq ans avec Tampa Bay lui permettant d'assurer son avenir financier.
La saison 2009 est une nouvelle saison très moyenne (16 réceptions en 11 matchs). Il joue la pré saison 2010 avec Tampa Bay avant d'être libéré le 4 septembre 2010.
Le 25 octobre 2010, Clayton signe avec les Nighthawks d'Omaha qui jouent en United Football League, une ligue rivale de la National Football League. Il réussit huit réceptions pour un gain cumulé de 70 yards sans inscrire de touchdown.
Le 23 octobre 2010, il revient en NFL en signant un contrat d'un an avec les Giants de New York. Il doit y jouer pour suppléer aux absences pour blessures des receveurs Hakeem Nicks, Ramses Barden (en) et Steve Smith,. Il entre au cours de six matchs mais ne réussit que deux réceptions. Le 3 septembre 2011, il est libéré par les Giants. Vingt jours plus tard, le 23 septembre, il est rappelé chez les Giants après que le WR Domenik Hixon ne se blesse pour le reste de la saison. Il n'est pas conservé à la fin de la saison et redevient agent libre.
Il n'est plus engagé par la suite et prend sa retraite sportive en 2012.

## Vie privée
Clayton rejoint la Michael Clayton Generation Next Foundation, une association sans but lucratif aidant les organismes de bienfaisance dans la région de Tampa Bay et de Baton Rouge (principalement la Ronald McDonald Care Mobile (en) et le Tampa Bay Pediatric Cancer Center).  Clayton se charge du Michael Clayton Celebrity Hoops Jam (match de basketball avec des célébrités) afin de récolter de l'argent pour la fondation.
Clayton est invité comme expert par la chaîne Sky Sports pour la couverture des matchs de la NFL au Royaume-Uni
Clayton étudie actuellement au Florida College (en) de Temple Terrace en Floride afin d'y obtenir son diplôme.